# 390er
Portal Geschichte | Portal Biografien | Aktuelle Ereignisse | Jahreskalender | Tagesartikel

◄ |
3. Jh. |
4. Jahrhundert
| 5. Jh. | ►

◄ |
360er |
370er |
380er |
390er
| 400er | 410er | 420er | ►

390 |
391 |
392 |
393 |
394 |
395 |
396 |
397 |
398 |
399

## Ereignisse
- 391: Auf Befehl des Kaisers Theodosius I. wird das Christentum Staatsreligion im römischen Kaiserreich. Er schafft außerdem die panhellenischen Olympischen Spiele, das Orakel von Delphi, die Mysterien von Eleusis und zahlreiche andere heidnische Gebräuche ab und zerschlägt damit die Grundlagen heidnischen Glaubens im Osten.
- 17. Januar 395: Nach dem Tod des Kaisers Theodosius I. wird das Römische Reich zwischen seinen beiden Söhnen in ein weströmisches und ein oströmisches Reich (später Byzantinisches Reich) aufgeteilt. Dabei wird der Einheitsgedanke jedoch nicht aufgegeben. Erst später erfolgt daraus das Auseinanderbrechen und der Untergang des Westreichs.
- 397: Mit der von Augustinus von Hippo geschriebenen „De doctrina christiana“ (Begründung der Dämonenpakt-Lehre), die allerdings erst im 12. Jahrhundert übersetzt wird und Aufnahme findet, wird zum ersten Mal ein Buch gegen das Praktizieren von „Hexerei“ geschrieben.